# Casta Vazqueña
La Casta Vazqueña es una de las siete castas fundacionales de la raza del toro de lidia reconocidas por la legislación española, figurando dentro del Libro Genealógico de la Raza Bovina de Lidia del Ministerio de Agricultura así como en los planes de mejora y protección de esta especie.
El origen de esta subespecie del toro bravo se remonta a partir de 1737, cuando el ganadero sevillano Gregorio Vázquez funda su ganadería con toros de distintas procedencias y consigue crear un animal con características propias y que pervive de forma residual hasta nuestros días en distintos hierros de la cabaña brava, como Concha y Sierra o Prieto de la Cal.

## Historia de la casta

### Los inicios: la ganadería de Gregorio Vázquez
El militar sevillano Gregorio Vázquez, intendente del ejército en Andalucía, inicia su andadura como ganadero de toros bravos en 1737, cuando decide comprar el ganado que tenían los frailes de la Cartuja de Jerez de la Frontera y la vacada de que tenían los jesuitas de San Luis de los Franceses de Sevilla; instalándose todos los animales en al finca que Vázquez tenía en Utrera y que en la actualidad es propiedad de la familia Guardiola. A estos lotes de vacas y sementales, el ganadero utrerano añadiría más toros cartujanos tras la compra que hizo en esos años al marques de Casa Ulloa, completando inicialmente la genética del hierro.
Los toros de Vázquez se medían por primera vez en la Plaza de toros de Sevilla el 2 de mayo de 1762, lidiándose un toro de esta ganadería junto a otras reses de distintas procedencias, entre ellas la de los marqueses de Valle Hermoso, Ruchena y Medina además de la ganadería del conde del Águila y que fueron lidiados, a pie y a caballo, por Francisco Gil, Juan de Escobar, Sebastián Gutierréz, Juan Miguel, Manuel Palomo, Joaquín Rodríguez y Antonio Albano.

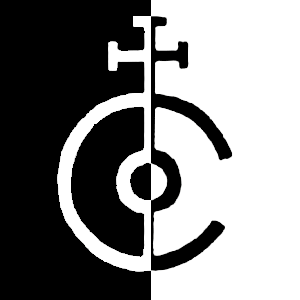
Hierro y divisa de la ganadería de Vicente José Vázquez

### El toro vazqueño: la ganadería de Vicente José Vázquez
Tras la muerte del ganadero en 1778, el hierro pasará a manos de su hijo Vicente José Vázquez quien se encargará de "fijar las características de esta casta, continuando la labor de su padre". Para ello, el nuevo criador empezará a adquirir toros de las principales ganaderías del entorno como la de Juan José Becker y la de Luis Antonio Cabrera. Asimismo, como arrendador de diezmos del arzobispado de Sevilla, conseguirá hacerse con una punta de reses de la una de los hierros más importantes de la cabaña brava del momento, la del conde de Vistahermosa; lo que le proprocionará una mezcla de sangres capaz de conformar una casta y encaste únicos.
El 2 de agosto de 1790, Vázquez conseguía trasladar hasta Madrid su primera corrida de toros con la que tomará su antigüedad como ganadero y la cual mantiene hasta la actualidad la ganadería de Juan Pedro Domecq.
A la muerte de Vázquez en 1830, sin herederos directos, la ganadería será dividida en varias partes: la más importante de ellas pasará a manos de la Real Vacada de Fernando VII la cual, a partir de 1837, terminaría en manos de los duques de Veragua y de la Casa de Braganza; la segunda de ellas iría a manos del canónigo sevillano Diego Hidalgo Barquero, creador del encaste del mismo nombre; y la tercera de ellas que compraría Francisco Taviel de Andrade, de donde nacerá la ganadería de Concha y Sierra.

### Características
Los toros vazqueños están diferenciados del resto de castas y encastes del campo bravo por una serie de características físicas y también de comportamiento, que los hace únicos y reconocibles a los demás. Por esta razón, la legislación vigente reconoce distintos rasgos propios de esta casta:
- Reses de talla media, muy carifoscas, anchas y con la piel un poco más gruesa que el conjunto de los ejemplares de la raza de lidia.
- Las extremidades son gruesas y más bien cortas.
- Las encornaduras presentan buen grado de desarrollo.
- Los ejemplares pertenecientes a esta casta vazqueña destacan principalmente por su variedad de pelajes, dándose todos los grupos de pintas presentes en la raza de lidia (ensabanados, jaboneros, melocotones, colorados, castaños, tostados, cárdenos, sardos, salineros, berrendos y negros).
- Derivados directamente de la casta vazqueña, subsisten en la actualidad dos líneas, la de Concha y Sierra, más cornalones y cornialtos; y la de Veragua, con encornaduras en gancho y de menor longitud.

## Encastes relacionados

### Duque de Veragua

#### Duque de Veragua
Tras la disolución de la ganadería de Vicente Vázquez, parte de los animales pasaron a manos de la ganadería propiedad del rey Fernando VII quien, a su vez, los revendió al duque de Vergua. El hierro creado por la familia Colón de la Cerda fue heredado, más tarde, por el bodeguero gaditano Juan Pedro Domecq y Núñez de Villaciencio, encargado de hacerse de la ganadería cuando los Veragua se desprendieron del negocio ganadero. Los Domecq se consideran herederos directos de la ganadería de Vázquez por lo que se reconoce como antigüedad la que adquirió el ganadero utrerano en 1790 tras lidiar su primera corrida de toros en la Plaza de Madrid.
La herencia genética de Vázquez persiste, actualmente, en los toros de Juan Pedro Domecq como se testimonia a través de los animales que nacen con pelajes jaboneros y ensabanados, característicos de la casta vazqueña.

#### Prieto de la Cal
En 1930, Juan Pedro Domecq compra la ganadería del duque de Veragua y tras la muerte del patriarca en 1937 la vacada de divide en varios lotes que pasan a sus distintos hijos. La parte correspondiente a Salvador Domecq y Díez la adquirirá, en 1938, José Enrique Calderón quien la regentará hasta 1946 aunque antes de su muerte se deshará de parte del ganado, vendiéndole 120 vacas de vientre y dos sementales al político onubense Tomás Prieto de la Cal. El marqués de Seoane, además se haría con la ganadería de Marcial Lalanda y que había pertenecido a Florentino Sotomayor con la que adquiría el hierro de Veragua.

### Concha y Sierra

#### Concha y Sierra
El secretario real Francisco Taviel de Andrade inició su aventura como ganadero en 1837 cuando adquiría para sí una de las partes de la antigua ganadería Vicente José Vázquez. Como ganadero de bravo instaló sus animales entre Alcalá de Guadaira y Carmona, en la provincia de Sevilla. Dedicado a la agricultura y a la crianza de toros bravos, consiguió aumentar el número de reses hasta llegar a la cifra de 500 vacas de vientre 160 toros; llegando a lidiar en las principales plazas de España, entre ellas en Madrid, donde debutó en 1848.
En los últimos años de su vida, apurado económicamente, se desprendió de parte de la ganadería de lidia, llegando a vender a Antonio Miura gran parte de sus animales. Tras la muerte del ganadero en 1769, sus herederos tuvieron que deshacerse de la crianza de toros de lidia para poder satisfacer las deudas familiares, pasando el hierro y los animales a manos de Juan Gallardo quien, a su vez, las revendió, en 1973, a Fernando de la Concha y Sierra.

### Otros
La venta realizada por el rey Fernando VII a sus parientes de la Casa de Braganza dio paso a la propagación de la casta vazqueña en el campo bravo portugués. Así, la Real Vacada de Portugal, lidiada bajo el nombre de duque de Braganza, se alimentó principalmente de toros de Vázquez  hasta su disolución en 1910, con la proclamación de la república .

#### Maria do Carmo Palha
La Real Vacada de Portugal hará distintas ventas a lo largo de su historia, entre ellas, en 1848, una al ganadero luso Antonio José Pereira Palha. Los herederos de Palha cruzaron aquellas reses con otros animales de procedencia vazqueña, por vía del duque de Veragua y de Concha y Sierra. En 1953, la familia Palha eliminará prácticamente todo lo de Vázquez y añadirán reses de origen García-Pedrajas a través de la compra que le hacen a los hermanos Isaías y Tulio Vázquez. Sin embargo, resistirá una pequeña parte en manos de Fernando Pereira Palha quien regentará la ganadería hasta su muerte en 2016.

#### Julio de la Puerta
La venta de la ganadería real portuguesa llevó a que los toros de Vázquez llevó a que ésta pasara a manos de Antonio Flores y, más tarde, a Ramón Ortega. Situados los animales en Sevilla, en 1940 se hará con las antiguas reses portuguesas el ganadero sevillano Francisco Chica Martínez Curro Chica quien consiguió mantener en boga los toros vazqueños durante la posguerra. Durante esos años, el sevillano Antonio de la Puerta se hará con una punta de ganado de Chica y cuyos hijos mantendrían por separado en su ganadería, basada en toros de procedencia Domecq (Marqués de Domecq, El Torero y Fuente Ymbro).
| Hierro              | Nombre               | Antigüedad               | Finca                 | Localidad             | Provincia           | País              | Procedencia             | Filiación | Estado       | Ref.   |
| ------------------- | -------------------- | ------------------------ | --------------------- | --------------------- | ------------------- | ----------------- | ----------------------- | --------- | ------------ | ------ |
|                     | Duque de Veragua     | 2 de agosto de 1790      | El Molinillo          | Retuerta del Bullaque | Ciudad Real         | España            | José Vicente Vázquez    | UCTL      | Desaparecida |        |
|                     | Prieto de la Cal     | 23 de mayo de 1919       | La Ruiza              | San Juan del Puerto   | Huelva              | España            | Duque de Veragua        | UCTL      | Activo       | [ 20 ] |
|                     | Concha y Sierra      | 10 de abril de 1882      | El Maquilón           | Almoguera             | Guadalajara         | Bandera de España | Vicente José Vázquez    | UCTL      | Activo       | [ 21 ] |
| -                   | Maria do Carmo Palha | -                        | Quinta da Faz         | Benavente             | -                   | Portugal          | Real Vacada de Portugal | -         | Activo       | [ 22 ] |
|                     | Julio de la Puerta   | 23 de septiembre de 1925 | La Valdivia Agregados | Osuna                 | Sevilla             | España            | Duque de Veragua        | UCTL      | Activo       | [ 23 ] |
| Samaniego Agregados | Julio de la Puerta   | 23 de septiembre de 1925 | Bélmez                | Córdoba               |                     | España            | Duque de Veragua        | UCTL      | Activo       | [ 23 ] |
|                     | Aurelio Hernando     | -                        | Las Navas             | Colmenar Viejo        | Comunidad de Madrid | España            | Hijas de Enrique García | AEG       | Activo       | [ 24 ] |